# 1984年欧洲超级杯
1984年欧洲超级杯由尤文图斯对阵利物浦，前者以2-0夺冠。